# Shayzar
Shayzar (talvolta citato anche come Sheizar, in arabo شيزر‎?) è un villaggio della Siria, nel governatorato di Hama, posto a circa 20 km a nord-est del capoluogo.
Il villaggio è posto sulle rive del fiume Oronte, dove il fiume forma alcuni bracci e crea alcuni piccoli isolotti. Le acque del fiume vengono utilizzate da due antiche norie, tuttora funzionanti.
Il monte che sovrasta il villaggio è dominato da un'antica fortezza sorta nell'area dell'acropoli della romana Cesarea. La fortezza fu una delle principali roccaforti della setta degli assassini.

## Storia antica
Shayzar fu fondata in tempi antichissimi; era conosciuta con il nome di Senzar (anche  Sezar) nelle lettere di Amarna. Durante il primo periodo ellenistico fu conosciuta come Sidzara, ma durante il periodo seleucide fu rinominata Larissa, come la città dello stesso nome in Tessaglia, da cui provenivano parecchi coloni.
Ritornò al nome originario durante il periodo romano e conquistata dalle armate sasanidi di Sapore I nel 252/253. Fu conosciuta come Sezer sotto l'impero bizantino.
Shayzar cadde sotto il controllo degli Arabi nel 638 e successivamente passò più volte dalla dominazione araba a quella bizantina e viceversa.
Fu saccheggiata nel 969 dall'imperatore bizantino Niceforo II e fu conquistata da Basilio II nel 999, diventando la roccaforte del confine meridionale dell'impero bizantino, amministrata dal vescovo di Shayzar. 
Fu acquisita dal clan dei Banu Munqidh nel 1081, quando ʿAlī ibn Munqidh acquistò la fortezza direttamente dal vescovo. Dopo questo evento, sia i bizantini che i crociati assediarono Shayzar numerose volte, senza mai riuscire a riconquistarla. I crociati trasformarono il nome in Caesarea.

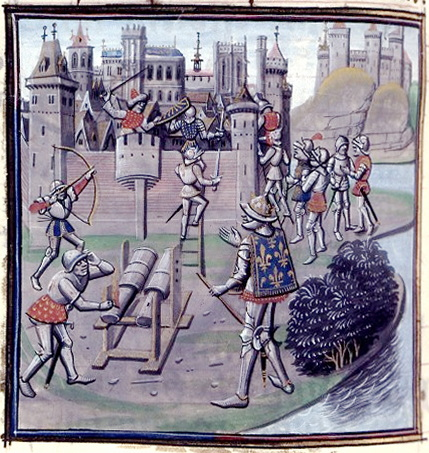
Assedio di Shayzar (1138).
Guglielmo di Tiro, Historia
Miniatura del XV secolo.

Nel 1108 Tancredi, principe di Antiochia attaccò la fortezza; riprovò a conquistarla ancora nel 1110, accettando alla fine un trattato. Nel 1111 i crociati ed i turchi Artuqidi si affrontarono per giorni nella Battaglia di Shayzar, sotto le mura cittadine. I bizantini tentarono la conquista nel 1134 e di nuovo nel 1138. In questa seconda occasione l'Assedio di Shayzar fu portato dallo stesso basileus Giovanni II Comneno, ma dovette desistere sia per il mancato supporto dei principi crociati sia per l'imminente arrivo di un esercito nemico.
Il castello di Shayzar fu gravemente danneggiato da un terremoto nel 1157; l'emiro e tutta la sua famiglia perirono. I crociati sfruttarono l'occasione per installarsi per un breve periodo nella parte bassa del villaggio, ma a questo punto intervennero gli Ismaeliti provenienti da Masyaf, per impedire ai crociati di creare una roccaforte nella zona.
I crociati assediarono di nuovo Shayzar nel 1158, ancora senza successo; al contrario Nur al-Din la conquistò nel 1168.
Nel 1170 Shayzar fu danneggiata nuovamente da un nuovo terremoto. Dopo la battaglia di Hattin, Saladino portò tutta l'area sotto il controllo ayyubide; durante questa dominazione vennero rafforzate le difese, tra cui un mastio aggiunto nel 1233. Durante la calata del mongoli, tra il 1260 e 1261, alcune parti della fortezza vennero distrutte; successivamente ricostruite ed ampliate dal sultano mamelucco Baybars. Al 1290 risale l'iscrizione sulla porta principale, fatta apporre dal sultano mamelucco Qalawun. Negli anni fra il 2002 il 2007 la Direzione Generale delle Antichità e dei Musei della Siria con il Ministero Affari Esteri Italiano, la Foundation Ousmane Mounif Aidi pour le Patrimoine, Science et Culture de Paris e il World Monuments Fund, Istituto Universitario di Architettura di Venezia, incaricano la Prof. Cristina Tonghini della Università Cà Foscari di Venezia per la direzione di un Progetto di indagini archeologiche e storiche e incaricano L'architetto Alfredo Signorini, in collaborazione con l'ing. Mauro Signorini e l'arch. Giovanni Giusti, di un progetto di Restauro Conservativo e Consolidamento strutturale.
Il gruppo di lavoro è formato da 15 esperti Italiani, con varie competenze nei settori dell'archeologia, dell'epigrafia, della storia, del rilievo, dell'architettura, del restauro e consolidamento strutturale. Il sito Shayzar è stato incluso nella lista dei 100 Most Endangered Sites del World Monuments Fund per il 2006-2007.

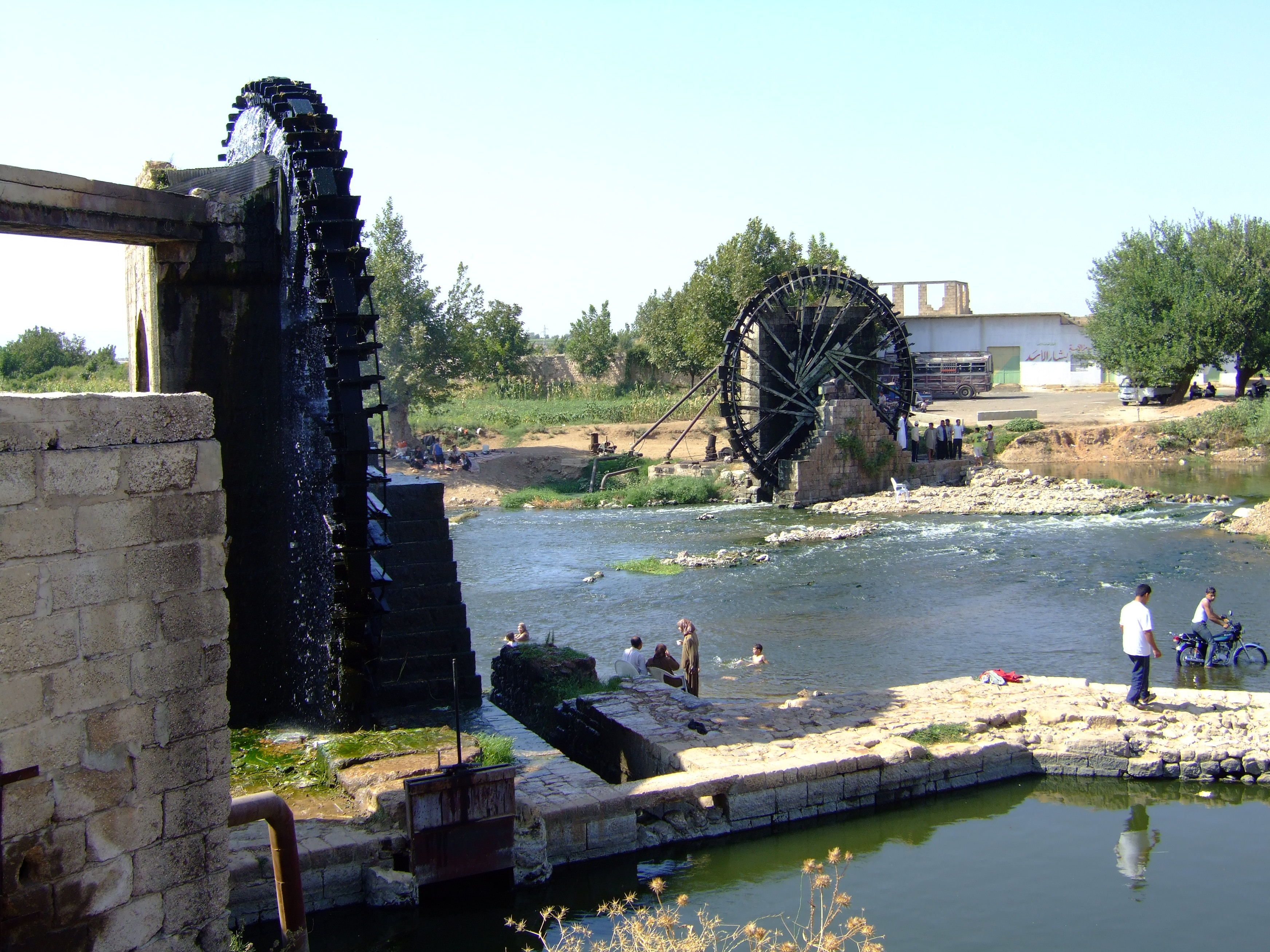
Le norie presso Shayzar
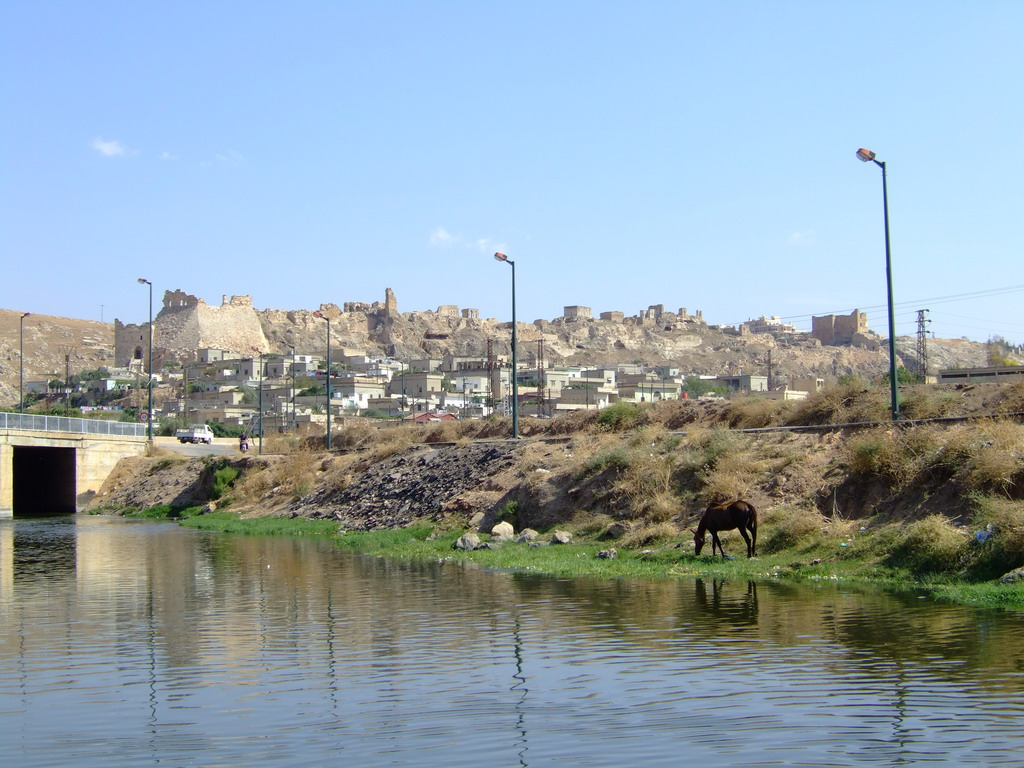
La fortezza vista dal fiume Oronte
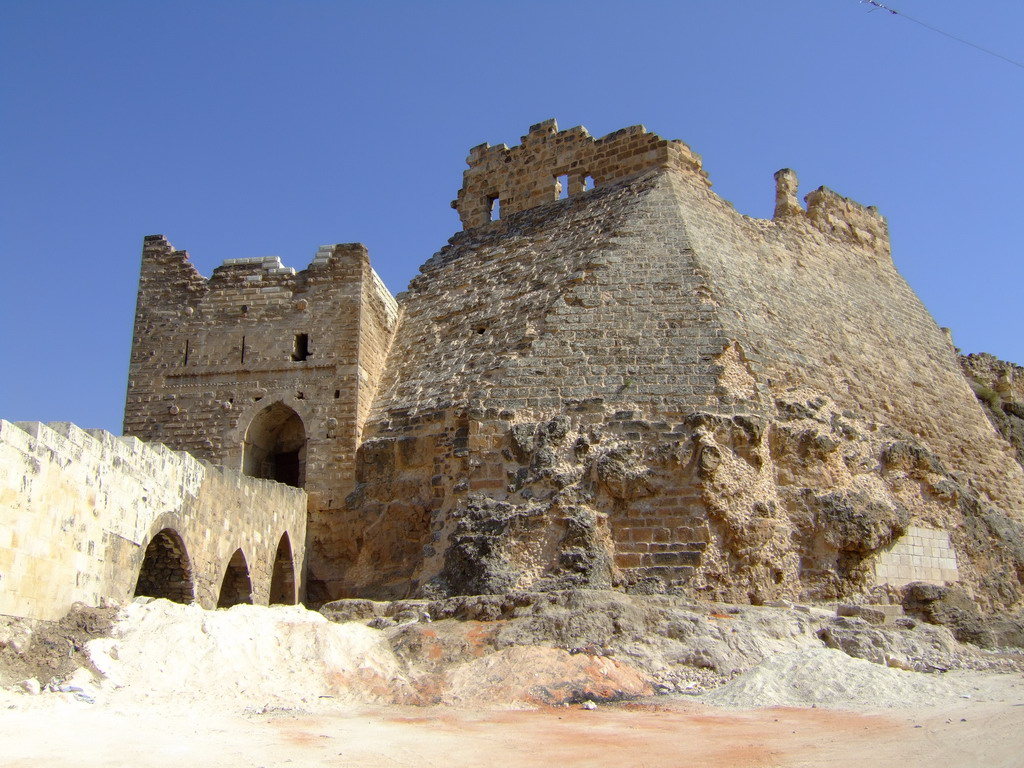
Fortezza
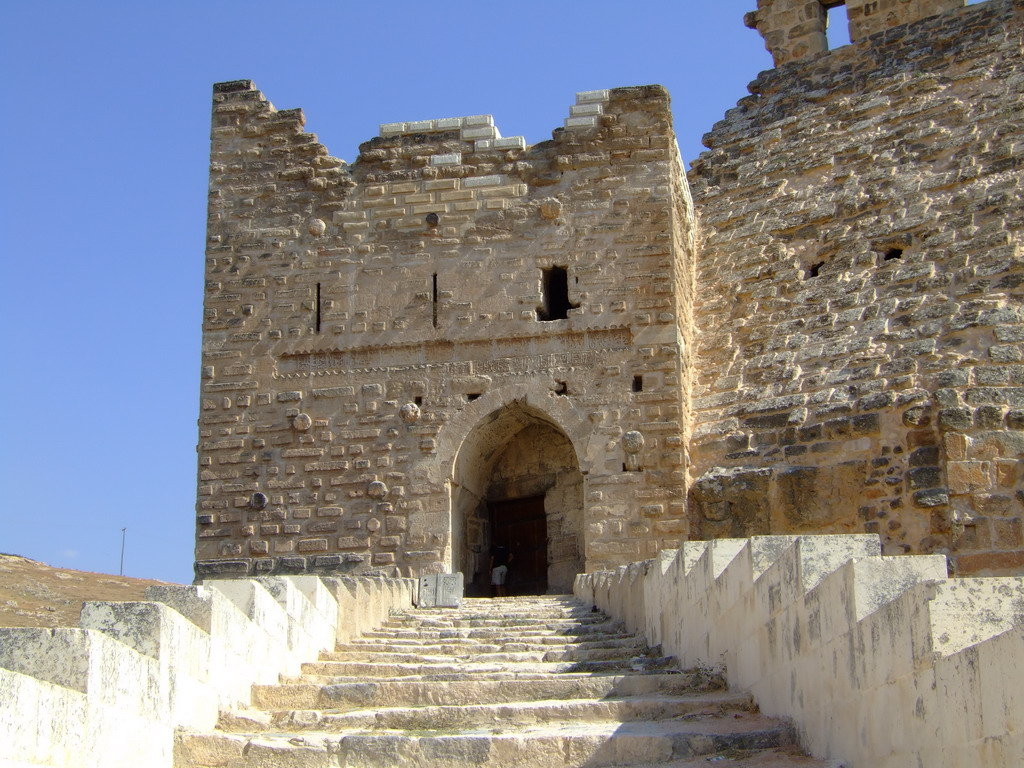
Entrata alla Fortezza
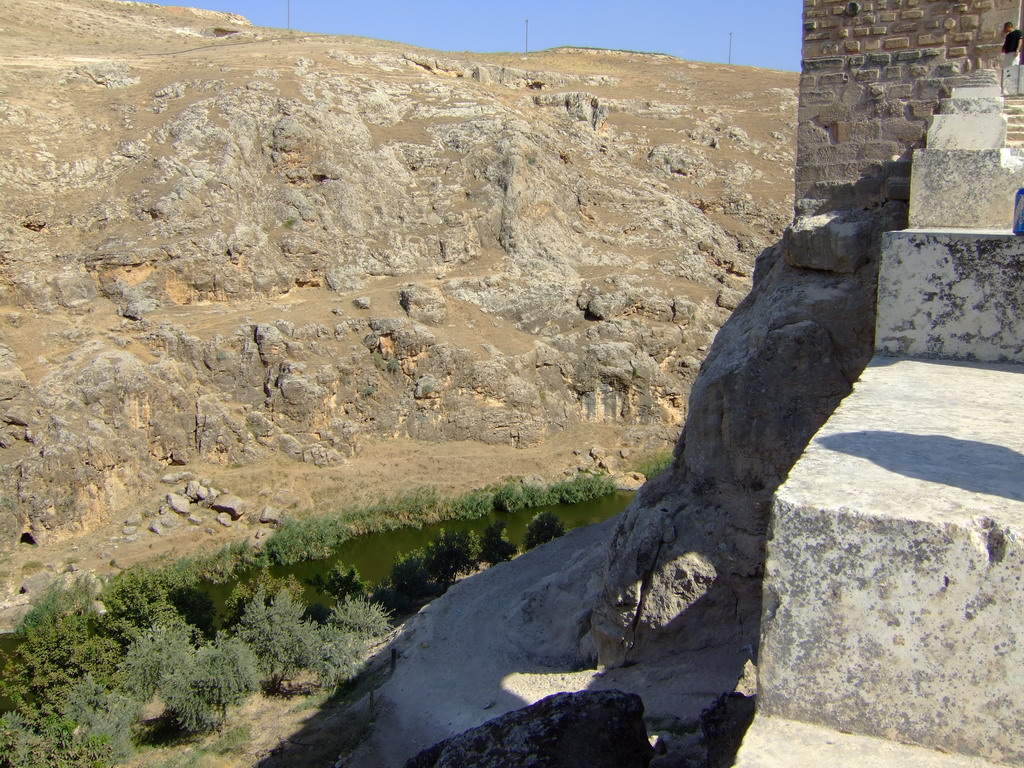
Vista del fiume Oronte dalla fortezza